# Forze di difesa israeliane
Le forze di difesa israeliane (in ebraico צְבָא הֲגָנָה לְיִשְׂרָאֵל‎?, Tsva ha-Haganah l'Yisrael, "l'armata di difesa d'Israele", acronimo Tsahal צה״ל; in arabo الجيش الدفاع الإسرائيليا، تْسْاهَل‎?, al-Jayš ad-Difā’i al-’Isrā’īli; in inglese IDF, "Israel Defense Forces") sono l'insieme delle forze armate (esercito, marina e aviazione) dello Stato d'Israele.

## Storia
Fondate nel 1948, le forze armate israeliane organizzarono, sostituirono e fusero tra loro le varie organizzazioni armate come la Haganah e la sua sezione operativa chiamata Palmach, di cui facevano parte anche ex membri della Brigata ebraica (che combatté sotto bandiera britannica durante la seconda guerra mondiale), Etzel (o Irgun) e Lehi, a cui sino alla fine della guerra arabo-israeliana del 1948, fu concessa una vigilata libertà d'azione.

## Organizzazione
Tutte le forze armate di Tsahal sono subordinate all'unico capo di stato maggiore generale. Il capo di stato maggiore generale (רמטכ"ל‎, Ramatkál) è l'unico ufficiale di servizio avente il rango di tenente generale (רב אלוף‎, Rav Alúf) e riferisce direttamente al ministro della Difesa e indirettamente al primo ministro d'Israele e al gabinetto di governo.
I capi del personale sono formalmente nominati dal governo, su indicazione del ministero della Difesa, per tre anni, ma il governo può votare per estendere il loro servizio a quattro anni, e in rare occasioni anche fino a cinque.

## Dati sugli organici

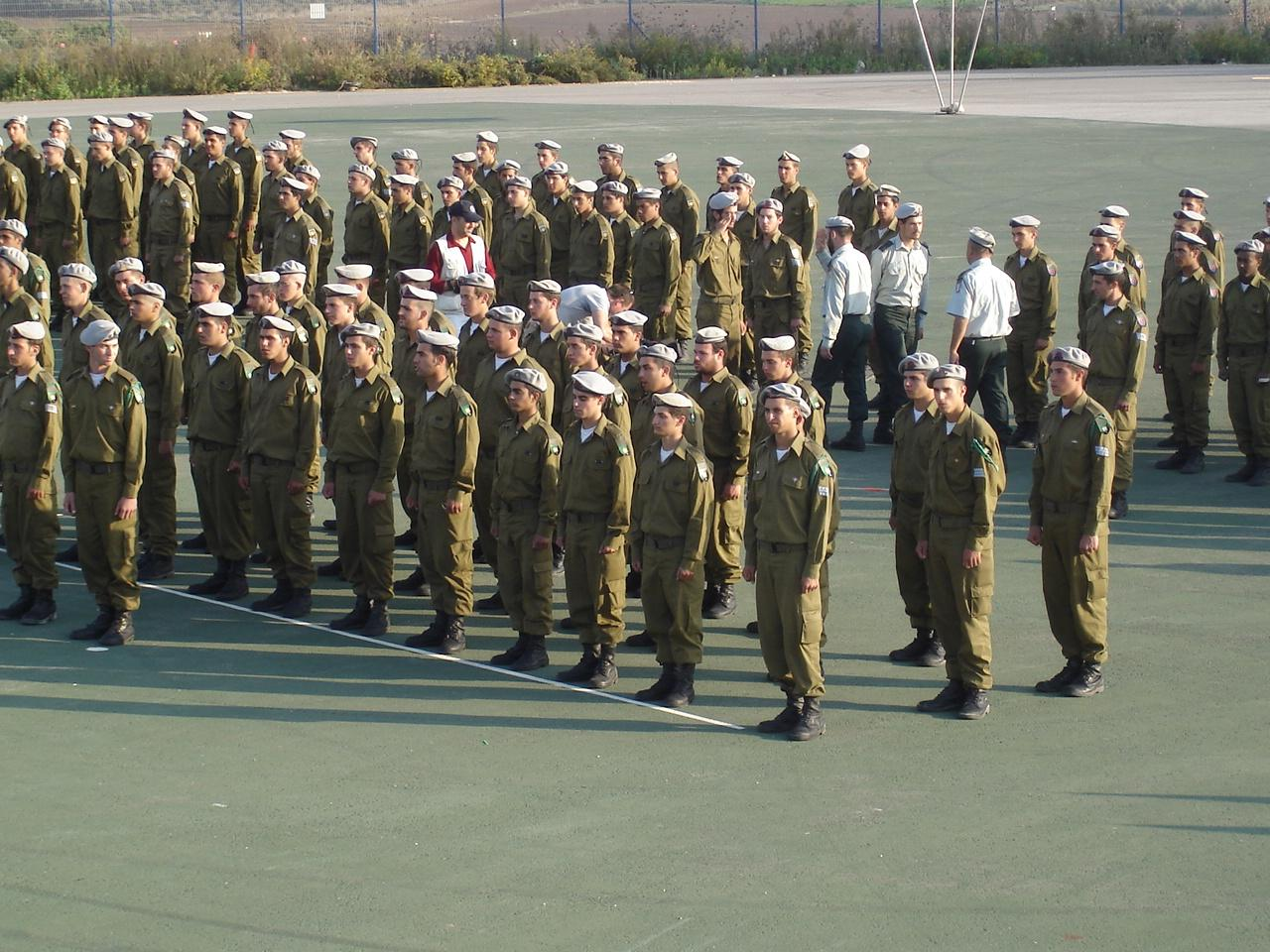
Soldati del Genio militare israeliano

Le forze sono composte principalmente da personale di leva militare - la cui durata è di 36 mesi per gli uomini e di 24 per le donne - dispongono di 186 500 effettivi (secondo i dati del 2008) tra uomini e donne, le forze armate di Israele sono una forza che in caso di necessità può triplicarsi in poche ore, grazie alla mobilitazione di 445 000 riservisti. Il 34% degli effettivi sono donne. L'esercito d'Israele conta 15 divisioni, suddivise in 76 brigate, 3 500 carri armati, 10 000 mezzi blindati e veicoli per il trasporto truppe, 1 300 pezzi d'artiglieria.
Al 2008, l'Heyl Ha'Avir disponeva di oltre 300 aerei da combattimento, più di 40 aerei da trasporto e oltre 300 elicotteri (tra cui quelli d'assalto, Apache). La difesa antiaerea comprende un centinaio di batterie missilistiche a lunga e media gittata; l'Heil HaYam HaYisraeli possiede tre sottomarini, 17 navi da combattimento e 33 pattugliatori. 

## Tecnologia militare
Le forze armate israeliane posseggono armi e sistemi informatici tra i più avanzati, alcuni sono di produzione americana, altri di sola acquisizione e soggetti a modifiche (come il fucile d'assalto M4, gli aerei F16 Falcon, F15 Eagle e l'elicottero Apache).
L'IDF consta anche di dipartimenti di ricerca e sviluppo interni qualitativamente elevati e ha acquisito molte tecnologie da industrie di sicurezza israeliane. Molti di questi sviluppi sono stati sperimentati sul campo. Israele ha anche una capacità indipendente di lanciare satelliti da ricognizione in orbita (una capacità posseduta altresì da Russia, Stati Uniti d'America, Regno Unito, Italia, Francia, Germania, Cina, India e Giappone), prodotti dalle industrie di sicurezza dello stesso Stato.
Al 2014 non era disponibile una stima precisa del numero di armi nucleari a disposizione, in una recente intervista l'ex presidente statunitense Jimmy Carter dichiarò che Israele possiede 150 testate nucleari.

### Carri armati
Israele costruisce il carro armato "Merkava", a motore Diesel anteriore, doppio scafo in acciaio e cannone da 120 mm. Dopo aver dimostrato una certa vulnerabilità nelle incursioni contro il Libano del 2006, è stato dotato di ulteriore corazza reattiva e moduli intermedi di blindaggio in compositi, oltre a un rivestimento interno in kevlar (anti-spallazione). Inoltre viene sperimentato un sistema optoelettronico stereoscopico di difesa attiva, che automaticamente lancia una granata difensiva a frammentazione poche frazioni di secondo prima dell'impatto del missile anticarro.

### Missili antiaerei israeliani
L'industria israeliana Rafael produce il missile antiaereo a breve e medio raggio Python, che nella versione IV è altamente manovrabile grazie alle doppie alette triangolari anteriori e ha un'ottima capacità di agganciare il bersaglio grazie al sensore con ottiche ad ampia apertura, doppio sensore IR-UV e possibilità di ruotare. Nella versione Python V, dotata di telecamera ad alta risoluzione, oltre alle capacità già citate, si ha una letalità superiore, grazie a un potentissimo computer che identifica il tipo di aereo nemico e lo colpisce nei punti più delicati, e può essere lanciato contro una mischia di aerei amici e nemici durante un combattimento aereo. Tutti e due possono essere lanciati con un brevissimo tempo di reazione grazie alla capacità di lancio e indirizzamento comandata direttamente dal visore nel casco di volo del pilota. Durante un'esercitazione "Red Flag" tenutasi nella Nellis Air Force Base, i piloti israeliani sono riusciti a battere gli omologhi dell'aviazione della United States Navy nel 90% dei duelli aerei simulati sul deserto del Nevada.

### Missili antimissile israeliani
Negli ultimi anni Israele ha sperimentato il sistema antibalistico "Hetz" ("freccia"), secondo molti analisti superiore al MIM-104 Patriot, atto a difendersi contro i missili balistici SRBM del tipo SS-1 Scud, e delle versioni più evolute di questi tipi di missile (come i missili iraniani Fateh-110, Ghadr-110, Shahab-3, e altri ancora).
Non esistendo alcuna tempestiva ed economica difesa attiva contro i tiri di razzi artigianali Qassam e le salve di lanciarazzi Katjuša del tipo Grad e altri, che vengono continuamente lanciati da Gaza, attualmente l'industria della difesa israeliana ha portato all'operatività il sistema difensivo "Cupola di Ferro (kippath barzel)", ovviando quasi completamente al pericolo.

### Missili anticarro israeliani
Gli israeliani storicamente hanno fatto poco affidamento sui missili anticarro, ma, soprattutto dopo l'esperienza con i TOW statunitensi hanno cambiato decisamente idea; da qualche anno hanno prodotti autoctoni da offrire sul mercato internazionale.
I missili anticarro israeliani di nuova generazione sono almeno tre, fra cui il Gill e lo Spike, con varie gittate utili. Essi sono di tipo "fire and forget", ma anche dotati di circuiti ottici per consentire, nel caso di cambiamento del bersaglio, di essere guidati sull'obiettivo alternativo.

### Missili strategici israeliani
Israele dispone di un numero imprecisato (tra 50 e 100) missili del tipo Jericho II (MRBM) e Jericho III (IRBM). Alcuni di questi, secondo alcune fonti, sarebbero dotati di testate termonucleari, con un raggio stimato tra i 4800 e i 6500 km.

## Gradi
Contrariamente alla prassi affermatasi nella maggior parte delle nazioni, all'interno delle forze di autodifesa israeliane i gradi sono uguali per tutti i corpi senza differenze tra aeronautica, esercito e marina. L'avanzamento di grado avviene principalmente in base all'anzianità e al periodo durante il quale si è prestato servizio e non per meriti.

## Organizzazione delle IDF
- Zro'a Ha-Yabasha (Esercito)
- Heil HaYam HaYisraeli (Marina militare)
- Heyl Ha'Avir (Aviazione militare)
- Corpi autonomi
  - Aman (IDF) (Intelligence)
- Corpi ausiliari
  - Magen David Adom  (Croce Rossa) in caso di guerra

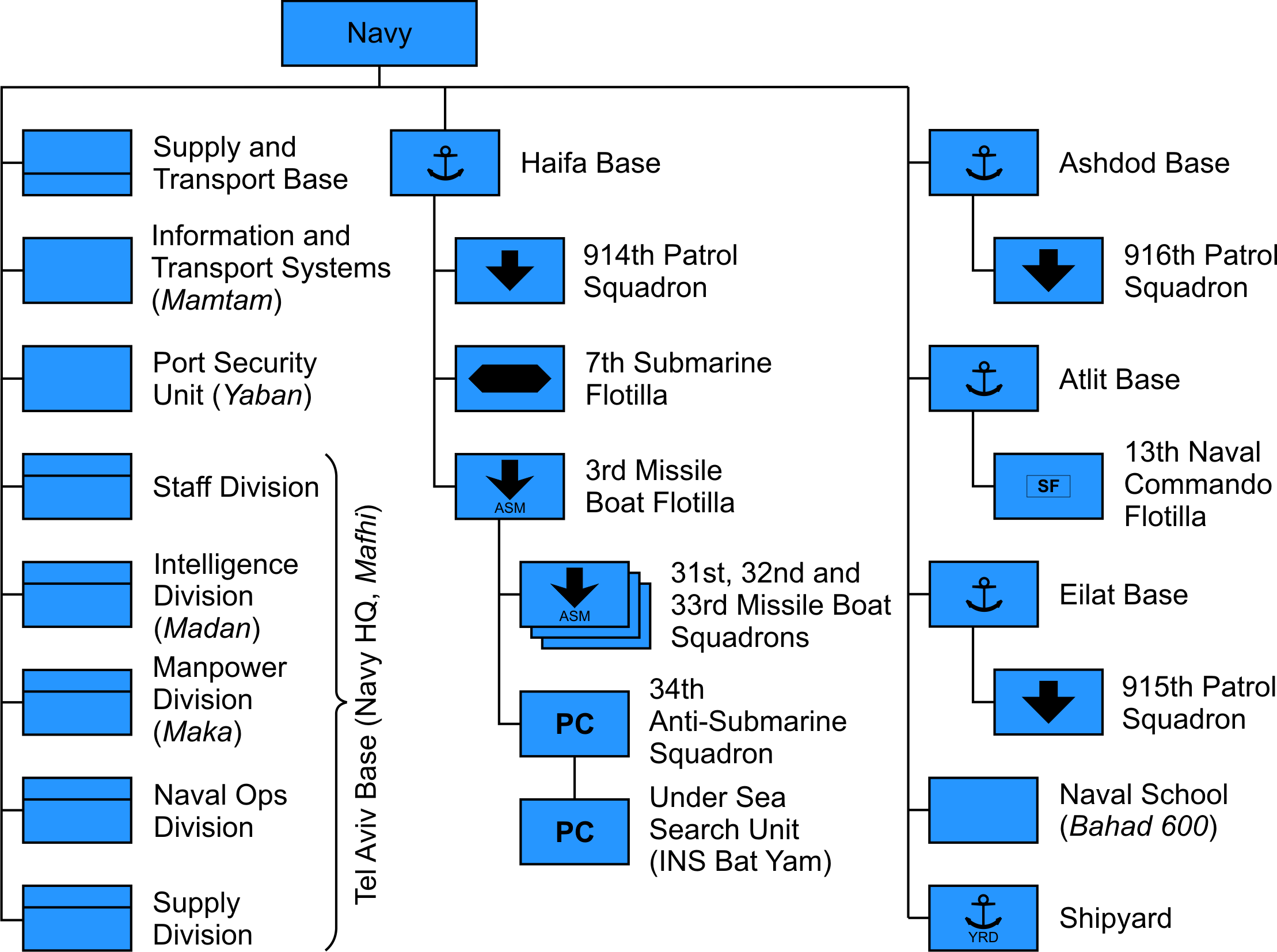
La struttura interna del corpo navale israeliano

## Il canale su YouTube
A partire dal 29 dicembre 2008, le autorità israeliane gestiscono un canale su YouTube nel quale vengono pubblicati i video delle azioni militari portate a termine dall'IDF.